# (2756) Джангар
(2756) Джангар (лат. Dzhangar) — типичный астероид главного пояса, открыт 19 сентября 1974 года советским астрономом Людмилой Черных в Крымской астрофизической обсерватории и 13 июля 1984 года назван в честь эпоса «Джангар».

## Обнаружение и именование
(2756) Джангар
Открыт 19 сентября 1974 года в Научном Л. И. Черных.
Назван в честь калмыцких эпосов, которые отражают надежды, мечты и борьбу калмыцкого народа.
Оригинальный текст (англ.)2756 Dzhangar
Discovered 1974-09-19 by Chernykh, L. at Nauchnyj.
Named for the Kalmyk epics, which reflect the hopes, dreams, and struggles of the Kalmyk people.
Источники: DISCOVERY.DB; M.P.C. 8912.

## Орбита

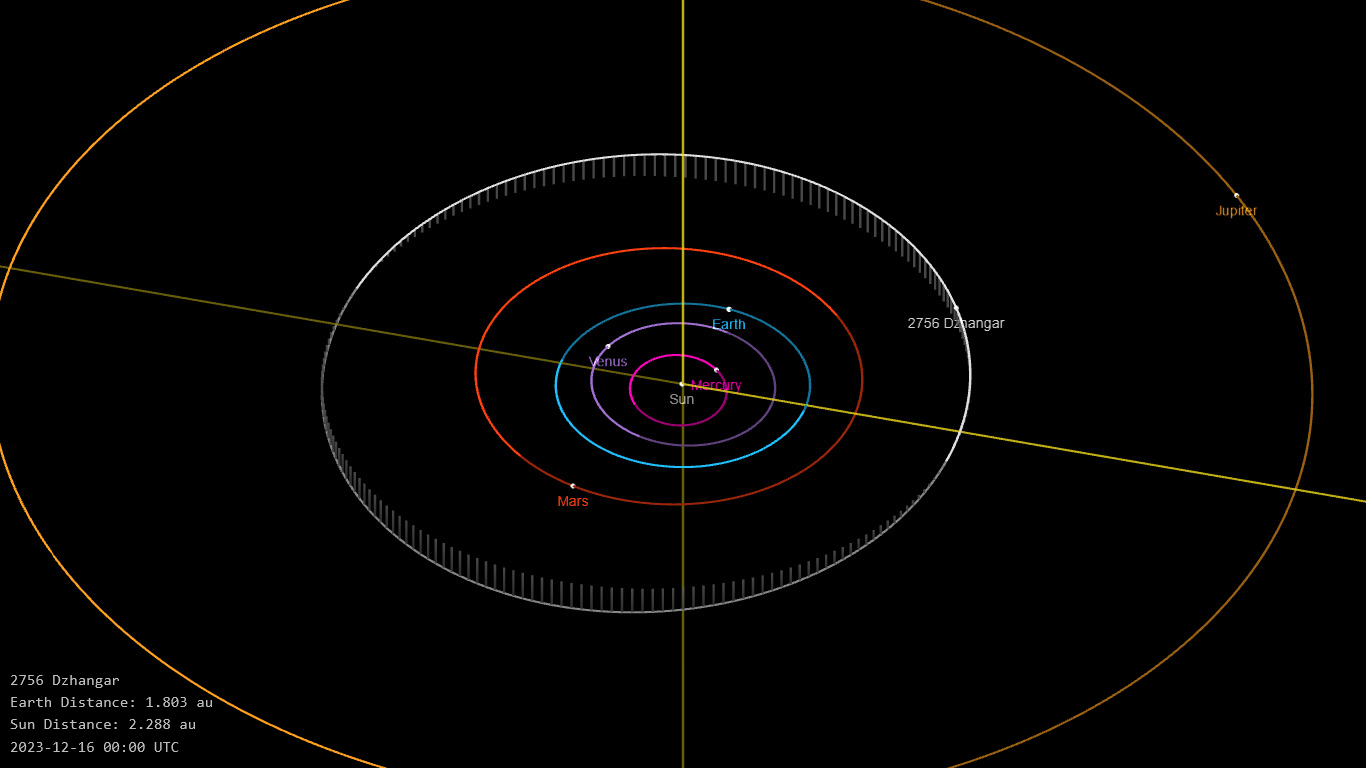
Орбита астероида Джангар и его положение в Солнечной системе

## Физические характеристики
Астероид относится к таксономическому классу S.
По результатам наблюдений в видимом и ближнем инфракрасном диапазоне космического телескопа NEOWISE диаметр астероида оценивался равным 5,34±1,20 км. Согласно тому же источнику альбедо оценивается как 0,23±0,11.